# كينتا برونسون
كينتا برونسون (مواليد 21 ديسمبر 1989) هي ممثلة، كاتبة ومنتجة أمريكية، أشتهرت بدور البطولة في المسلسل الكوميدي أبوت الابتدائية.

## روابط خارجية
- كينتا برونسون على موقع IMDb (الإنجليزية)
- كينتا برونسون على موقع ميوزك برينز (الإنجليزية)
- كينتا برونسون على موقع قاعدة بيانات الفيلم (الإنجليزية)